# Programsats
Inom programmering representerar en programsats en enskild åtgärd som ett program utför. I många programspråk används radbrytningar eller semi-kolon som satsavgränsare.
Följande C-kod består av 3 programsatser:
```
int age;
cin >> age;
cout << age;

```